# Tichilești
Tichilești là một xã thuộc hạt Brăila, România. Dân số thời điểm năm 2002 là 4334 người.